# Kreuzjoch (Verwall)
Das Kreuzjoch ist ein 2395 Meter hoher Berg im Verwall, im Gemeindegebiet von Schruns, im österreichischen Bundesland Vorarlberg in der Region Montafon.

## Aufstiege
Von der Talstation der Bergbahn in Schruns wandert man anfangs über Straßen, später Wirtschafts- und Waldwege in vier bis fünf Stunden zum Gipfel des Kreuzjochs hinauf.
Ab der Kapellalpe (1850 m) führt der Seeweg, vorbei an einem Speichersee, dem Schwarzsee (2105 m) und dem Herzsee in rund zweieinhalb Stunden über den Kreuzjoch-Sattel (2380 m) auf den Gipfel.
Nach Auffahrt mit der Panorama Bahn benötigt man von der Bergstation (2375 m) rund dreißig Minuten bis zum Gipfel des Kreuzjochs.

## Gipfelkreuz
Das Gipfelkreuz des Kreuzjochs in 2395 m Höhe wurde 1957 von der Katholischen Jugend Schruns errichtet und 2006 durch die Feuerwehr Schruns übernommen.

## Übergänge

### Gipfel
- Hochjoch (2520 m); 90 Minuten
- Mittagsjoch (2362 m); 120 Minuten
- Zamangspitze (2386 m); 40 Minuten

### Hütten
- Grasjochhütte (1975 m); 45 Minuten
- Heilbronner Hütte; (2320 m) 8 Stunden, über Wormser Höhenweg
- Wormser Hütte (2307 m); 10 Minuten